# Lavoisiera crassifolia
Lavoisiera crassifolia är en tvåhjärtbladig växtart som beskrevs av Dc.. Lavoisiera crassifolia ingår i släktet Lavoisiera och familjen Melastomataceae. Inga underarter finns listade i Catalogue of Life.